# Орловка (Тверская область)
Орловка — деревня в Зубцовском районе Тверской области, входит в состав Погорельского сельского поселения.

## География
Деревня расположена в 8 км на северо-восток от центра поселения села Погорелое Городище и в 32 км на восток от районного центра Зубцова. 

## История
В конце XIX — начале XX века деревня Аграфенино входила в состав Ивановской волости Зубцовского уезда Тверской губернии. В 1888 году в деревне было 45 дворов. 
С 1929 года деревня являлась центром Орловского сельсовета Погорельского района Ржевского округа Западной области, с 1935 года — в составе Калининской области, с 1960 года — в составе Зубцовского района, с 1994 года — центр Орловского сельского округа, с 2005 года — в составе Погорельского сельского поселения. 
В годы Советской власти в деревне располагалась центральная усадьба колхоза «Развитие», до 2010 года в деревне работала Орловская начальная школа.

## Население
| 1859 | 1888 | 1920 | 1997 | 2002 | 2010 |
| ---- | ---- | ---- | ---- | ---- | ---- |
| 218  | ↗272 | ↘217 | ↘104 | ↘91  | ↘57  |

## Инфраструктура
В деревне имеются фельдшерско-акушерский пункт, отделение почтовой связи.